# Tiquilia galapagoa
Tiquilia galapagoa är en strävbladig växtart som först beskrevs av John Thomas Howell, och fick sitt nu gällande namn av A.T. Richardson. Tiquilia galapagoa ingår i släktet Tiquilia och familjen strävbladiga växter. Inga underarter finns listade i Catalogue of Life.